# Nesokaha chihtuanensis
Nesokaha chihtuanensis är en insektsart som beskrevs av Yang och Wu 1993. Nesokaha chihtuanensis ingår i släktet Nesokaha och familjen Derbidae. Inga underarter finns listade i Catalogue of Life.